# Megalomus minor
Megalomus minor är en insektsart som beskrevs av Banks in Baker 1905. Megalomus minor ingår i släktet Megalomus och familjen florsländor. Inga underarter finns listade i Catalogue of Life.